# Gianna Nannini
Gianna Nannini (Siena, 14 de juny de 1954) és una cantant i cantautora italiana. Artista entre els més famosos del país pel que fa a la música rock. conegué l'èxit internacional amb les cançons «Bello e impossibile» (el 1986) i «I maschi» (número 2 de vendes a França el 1988).

## Biografia
Gianna Nannini va nàixer a Siena al juny de 1954, a la contrada de l'Oca al si d'una família toscana benestant. És la segona dels tres infants de Danilo Nannini, un industrial de dolços, que va ser durant molts anys el president del club de futbol de Siena, i de Giovanna Cellesi; el seu germà gran Guido dirigeix els negocis de la família i el més petit, Alessandro, va ser un pilot famós de Fórmula 1.
Gianna va estudiar en un liceu científic de Lucca i alhora estudiava piano al Conservatori Luigi Boccherini. Més endavant se n'anà a Milà per a dedicar-se a una carrera musical, i estudià, entre d'altres, amb Bruno Bettinelli, compositor i mestre que ha format altres músics prestigiosos com ara Riccardo Muti. Va ser a la capital lombarda on va començar a cantar en diversos locals històrics de la ciutat, com ara l'Osteria dell'Operetta, Le Scimmie o Il Rosso. Aleshores va conèixer el músic de blues Igor Campaner, que la va acompanyar durant els concerts; Igor Campaner s'ajuntà de nou amb ella el 1988 per a la realització de moltes cançons de l'àlbum Malafemmina. També va ser durant aquella època quan va seguir classes amb un terapeuta vocal a Londres.
El seu primer gran èxit va arribar el 1979 amnb la cançó «America», un dels títols més famosos de l'album California produït per Michelangelo Romano. Gràcies a la seva popularitat creixent, la cantant toscana va poder obrir les portes del mercat europeu.

## Discografia
- Gianna Nannini (1976)
- Una radura (1977)
- California (1979)
- G.N. (1981)
- Latin Lover (1982)
- Puzzle (1984)
- Tutto Live (1985, en directe)
- Profumo (1986)
- Maschi e altri (1987)
- Malafemmina (1988)
- Scandalo (1990)
- Un'estate italiana(1990)
- Giannissima (1991)
- X forza e x amore (1993)
- Dispetto (1995)
- Bomboloni - The Greatests Hits Collection (1996)
- Cuore (1998)
- Momo alla conquista del tempo (2001, banda sonora de la pel·lícula)
- Aria (2002)
- Perle (2004)
- Grazie (2006)
- Pia - Come La Canto Io (2007)
- Giannabest (2007)
- Giannadream - Solo i sogni sono veri (2009)
- Io e TE (2011)
- Inno (2013)
- Amore gigante (2017)
- La differenza (2019)